# PCDHB4
PCDHB4‏ (Protocadherin beta 4) هوَ بروتين يُشَفر بواسطة جين PCDHB4 في الإنسان.